# Olaf Prenzler
Olaf Prenzler (Kästdorf, 24 agosto 1958) è un ex velocista tedesco, campione europeo dei 200 metri piani ad Atene 1982 per la Germania Est.
Si mise in evidenza nel 1977 quando giunse secondo nei 100 metri piani ai Campionati europei juniores. 
L'anno successivo, ai Campionati europei di Praga 1978, vinse una medaglia d'argento sui 200 metri e un'altra nella staffetta 4×100 insieme a Eugen Ray, Manfred Kokot e Alexander Thieme.
Partecipò alle Olimpiadi di Mosca 1980. Fu eliminato in semifinale nella gara dei 200 metri, ma raggiunse la finale con la staffetta classificandosi al quinto posto.
Ai Campionati europei di Atene 1982 vinse l'oro sui 200 metri e bissò l'argento di quattro anni prima nella staffetta veloce, questa volta correndo con Thomas Munkelt, Detlef Kübeck e Frank Emmelmann.
Altre medaglie d'argento arrivarono nei 200 metri ai Campionati europei indoor del 1985 e di nuovo con la staffetta 4×100 ai Campionati europei di Stoccarda 1986

## Palmarès
| Anno | Manifestazione   | Sede      | Evento      | Risultato | Prestazione | Note |
| ---- | ---------------- | --------- | ----------- | --------- | ----------- | ---- |
| 1977 | Europei juniores | Donec'k   | 100 m piani | Argento   | 10"53       |      |
| 1978 | Europei          | Praga     | 200 m piani | Argento   | 20"61       |      |
| 1978 | Europei          | Praga     | 4×100 m     | Argento   | 38"78       |      |
| 1982 | Europei          | Atene     | 200 m piani | Oro       | 20"46       |      |
| 1982 | Europei          | Atene     | 4×100 m     | Argento   | 38"71       |      |
| 1985 | Europei indoor   | Pireo     | 200 m piani | Argento   | 20"83       |      |
| 1986 | Europei          | Stoccarda | 4×100 m     | Argento   | 38"64       |      |

## Altre competizioni internazionali
1979
- Coppa Europa di atletica leggera ( Torino)